# Konstantinos Ypsilantis
Konstantios Ypsilantis (grekiska: Κωνσταντίνος Υψηλάντης; rumänska: Constantin Ipsilanti), född 1760, död 1816, var hospodar i Moldavien och Valakiet 1799-1806.
Han tillhörde en grekisk fanariotfamilj vars medlemmar sedan slutet av 1700-talet försökte befria Grekland från det Osmanska riket. Han var son till Alexandros Ypsilantis d.ä.
Konstantios Ypsilantis var hospodar i Moldavien 1799, i Valakiet 1802. Han var misstänkt för högförräderi och flydde 1806 till Transsylvanien och därifrån till Ryssland. Där upprättade han en armé med vilken han anlände till Rumänien. Freden i Tilsit 1807 omöjliggjorde emellertid alla hans planer. 